# Textrix caudata
Textrix caudata là một loài nhện trong họ Agelenidae.
Loài này thuộc chi Textrix. Textrix caudata được Ludwig Carl Christian Koch miêu tả năm 1872.